# Arctoconopa kluane
Arctoconopa kluane là một loài ruồi trong họ Limoniidae. Chúng phân bố ở miền Tân bắc.